# Chondropathia patellae
Bei der Chondropathia patellae (Knorpelkrankheit der Kniescheibe), auch Peripatelläres Schmerzsyndrom genannt, handelt es sich um eine Erkrankung der knorpeligen Rückfläche der Kniescheibe. Häufig kommt es zu einer Erweichung (Malazie) des Knorpels, weswegen die Erkrankung insbesondere im Englischen auch als Chondromalazia patellae bezeichnet wird. Der Begriff Patellofemorales Schmerzsyndrom wird oft synonym verwendet.

## Ursache
Mit einer Stärke von bis zu 7 mm ist der Knorpel an der Kniescheibe der dickste des menschlichen Körpers. Die Ernährung des Knorpels erfolgt über einen Walkvorgang, der die Gelenkflüssigkeit in den Knorpel hinein- und auch wieder hinausdrückt. Dieser Walkvorgang kann nur in einem recht engen Druckbereich zuverlässig ablaufen. Wird der Anpressdruck zu hoch, wird dieser Prozess ebenso gestört wie bei zu niedrigem Druck.
Der wichtigste Streckmuskel des Kniegelenks, der M. quadriceps femoris, reagiert sehr empfindlich auf Inaktivität oder Schonung des Beines. Innerhalb von weniger als zwei Wochen büßt der mittige Kopf dieses Muskels einen Großteil seiner Kraft ein. Die resultierende Kraft, die auf den oberen Pol der Kniescheibe wirkt, verlagert sich und mit ihr die Lastverteilung im Kniescheibengleitlager. Unabhängig von der eigentlichen Erkrankung kann somit jeder „schlechte Zustand“ eines Knies zu einer Schädigung der Kniescheibenrückfläche führen. Dieses Krankheitsbild kann sich verselbständigen und, auch nachdem die erste Erkrankung ausgeheilt ist, weiterbestehen.
Die daraus resultierenden Ernährungsstörungen führen zu einer Degeneration des Knorpels, die Oberfläche wird rau, die Fasern treten zutage, man spricht von der Demaskierung des Knorpels.
Als Ursache einer gestörten Druckverteilung zwischen Kniescheibe und Gleitlager kommen traumatische Veränderungen, Fehlbildungen der Patella oder des Gleitlagers sowie Achs- oder Drehfehler im betroffenen Bein infrage.

## Krankheitserscheinungen
Bei leichteren Fällen bereitet das Gehen in der Ebene keine Schwierigkeiten, Schmerzen treten bei Beugehaltung im Kniegelenk sowie häufig beim Bergabgehen auf.
Bei der körperlichen Untersuchung findet sich neben dem „Patellaanpressschmerz“ auch ein sogenannter Patellaverschiebeschmerz.

## Verlauf
Die Erkrankung tritt manchmal schon bei Kindern oder recht jungen Leuten auf. Mädchen und Frauen sind etwas häufiger betroffen.
Das Krankheitsbild kann unbehandelt zu einer fortschreitenden Degeneration des Knorpels führen. Am Ende steht die Arthrose des Kniescheibengleitlagers.

## Diagnostik

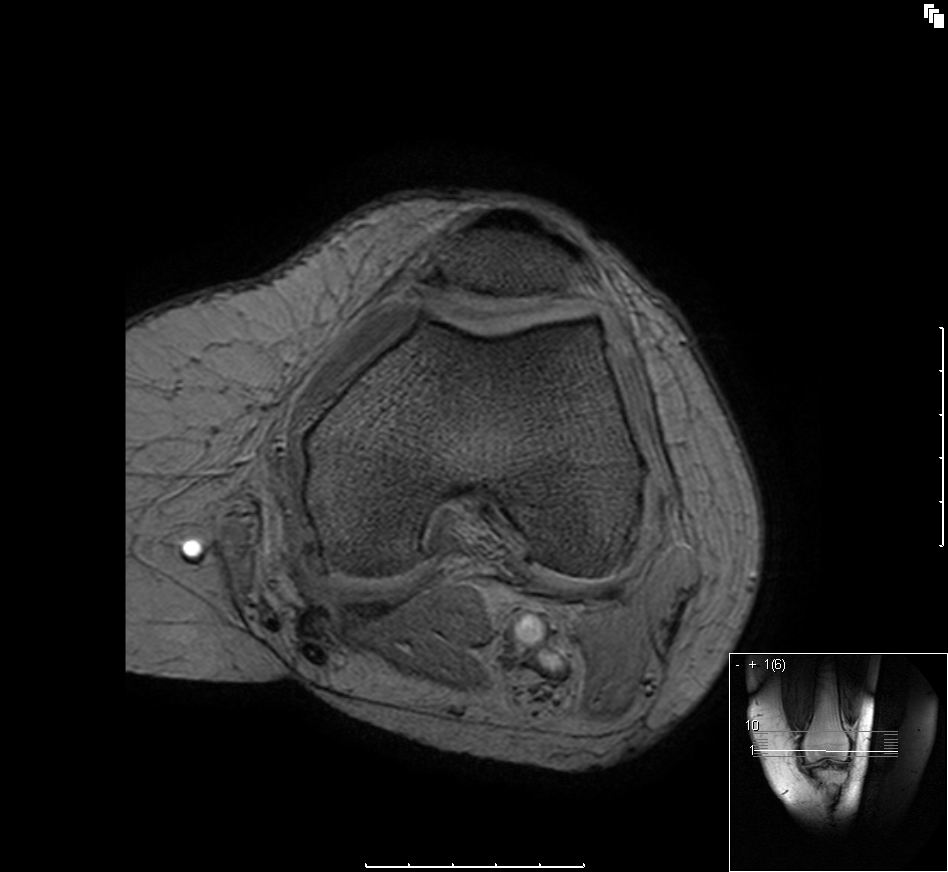
Patellagleitlager

Die Bewegungsprüfung zeigt bei der Chondropathia patellae Reibegeräusche oder ein Knirschen im Gleitlager der Kniescheibe sowie häufig einen Kniescheibenanpressdruck. Der Arzt kann bei der körperlichen Untersuchung bestimmte Phänomene auslösen, die allesamt den Reizzustand des Kniescheibengleitlagers nachweisen. Reizergüsse oder Kapselschwellungen können auftreten, sind aber nicht unbedingt vorhanden. Es gibt eine spezielle Lagerung des Kniegelenkes beim Röntgen, in der das Gleitlager zwischen Kniescheibe und Oberschenkelknochen in verschiedenen Funktionszuständen dargestellt wird, die Aussagekraft ist jedoch begrenzt in Bezug auf die Knorpelschädigung. Gut beurteilt werden kann hingegen die Form des Gleitlagers, also die korrespondierenden Gelenkanteile des Femoropatellargelenkes. Eine ungünstige Kniescheibenform beispielsweise, die sogenannte Patelladysplasie führt zu einer nachteiligen Druckverteilung auf den Knorpel der Kniescheibenrückfläche und stellt somit eine Prädisposition für die Entstehung der Chondropathia patellae dar. Das MRT als weiteres bildgebendes Verfahren zeigt im Gegensatz zur Röntgendiagnostik auch krankhafte Veränderungen des Knorpels selbst.

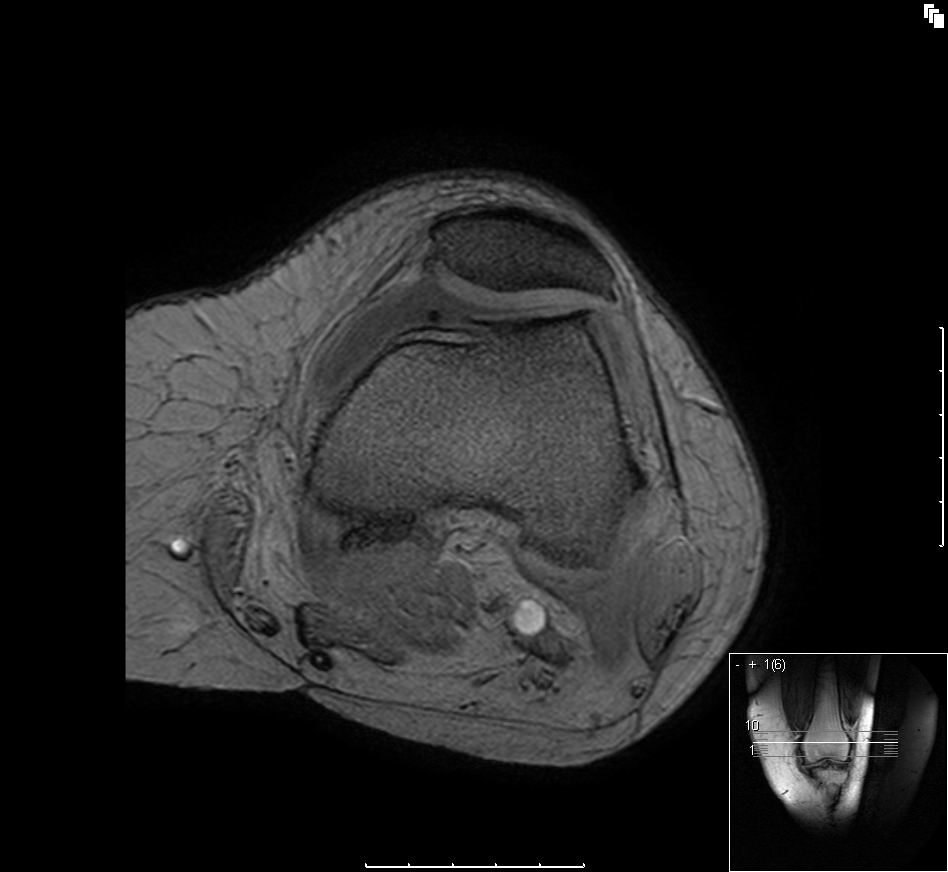
Femoropatellararthrose

Das Bild zeigt einen Querschnitt durch die Knochen des Oberschenkels, die Femurkondylen. Im oberen Bereich des Bildes liegt die Kniescheibe. Gut zur Darstellung kommt die Feinstruktur des Knochens, die sogenannte Spongiosa.
Zwischen Kniescheibe und dem Oberschenkel ist die Knorpelschicht zu sehen, der feine, graue Saum dazwischen ist die Gelenkflüssigkeit. Im unteren Teil des Bildes ist die Kniekehle mit den durchlaufenden Gefäßen.
Die Gelenkkapsel umgibt den Oberschenkel und die Kniescheibe, man sieht angedeutet die Faserstruktur.
Das wabige, hell dargestellte Material ist Körperfett.

## Therapie
Knorpelgewebe, insbesondere der hyaline Knorpel ist nicht regenerationsfähig. Es gilt demnach, einen Knorpelschaden möglichst zu vermeiden!
Da die Chondropathia patellae durch eine ungünstige Druckbelastung auf die Rückfläche der Kniescheibe entsteht, müssen alle Möglichkeiten der Vermeidung von Druck auf die Kniescheibe genutzt werden, um ein Fortschreiten des Knorpelschadens nicht zu begünstigen. Insbesondere wären die Kniebeugehaltung über 90° bzw. kniende Tätigkeiten zu vermeiden, weil dadurch der Anpressdruck der Kniescheibenrückfläche auf das korrespondierende Gleitlager des Oberschenkelknochens deutlich zunimmt. Kniebandagen drücken auf die Kniescheibe und sind daher nicht geeignet. Bestimmte sportliche Aktivitäten mit Kniebeugehaltung sind nicht zu empfehlen: zu beachten sind auch Sportarten, die häufig nicht mit einer Kniebelastung assoziiert werden (z. B. Beugebewegung beim Brustschwimmen).
Operative Maßnahmen wie eine Spaltung des Kapselapparats, eine Fesselung der Quadricepssehne oder eine operative Verlagerung des Patellasehnenansatzes am Schienbeinkopf können die Beziehung der Kniescheibe zum Gleitlager verändern. Ein operatives Vorgehen ist aber nur dann sinnvoll, wenn es sich um eine ungünstige Lagebeziehung im Femoropatellargelenk handelt.